# Teofagia
Teofagia (inaczej bogożerstwo) – spożywanie ciała bóstwa. 
Etymologicznie określenie to pochodzi z greckiego theós – „bóg” oraz phagein – „pożerać”.

## Przykłady

### Dionizos
Jak podaje Frazer, stałym elementem obrzędów dionizyjskich było zjadanie żywcem byków i cieląt. Czciciele Dionizosa uważali, że zabijają w ten sposób boga, zjadają jego ciało i piją jego krew. Kreteńczycy zwyczaj ten wyjaśniali mitem, według którego Dionizos w postaci byka został rozszarpany przez Tytanów, co w różnych wersjach mitu poprzedza jego zmartwychwstanie. Teofagiczną ofiarę cięto na kawałki, aby każdy z wiernych mógł otrzymać cząstkę życiodajnej i płodnej siły boga.
Zdaniem Frazera, liczne dowody sugerują, że zwyczaje tego typu były pozostałością dawniejszych obrządków składania ofiar z ludzi. Przykładowo, podczas praktyk w Chios i Tenedos zamiast zwierząt, w ramach obrządków związanych z Dionizosem, rozszarpywano człowieka. W etapie przejściowym, zwierzęta traktowano jak ludzi. Podsumowuje on: „późniejsze pozory traktowania zwierząt ofiarnych jako istot ludzkich były jedynie częścią nabożnego i litościwego oszustwa, pozwalającego podsuwać bóstwu mniej cenne ofiary aniżeli żywych ludzi”.

### Vitzilipuztli (Aztekowie)
Jeszcze przed odkryciem Meksyku przez Hiszpanów, Aztekowie praktykowali obrzędowe spożywanie chleba, który miał postać boga Vitzilipuztli. Ciasto łamano na kawałki, a wierni uroczyście je spożywali, co historyk Acosta opisał następująco:
Po zakończeniu ceremonii, tańców i śpiewów wracali, by się przebrać, a kapłani i starsi świątyni zabierali zarówno samego bożka z ciasta, z którego zdjęto już wszystkie ozdoby, jak i kawałki, które poświęcili, i rozdawali ludowi jako komunię, poczynając od ludzi znaczniejszych, a potem rozdając je reszcie, zarówno mężczyznom, kobietom, jak i małym dzieciom, a ludzie przyjmowali to ze łzami, lękiem i szacunkiem, jako że była to rzecz wspaniała, i mówili, że spożywają ciało i kości boga, co ich smuci.
Odbywało się to w maju. W grudniu Aztekowie zjadali boga Huitzilopochtli, którego człowieczy wizerunek sporządzano z ciasta przygotowywanego z ugniecionych nasion wymieszanych z krwią dzieci.

### Chrześcijaństwo
Zgodnie z wiarą katolicką, podczas Eucharystii dochodzi do rzeczywistej przemiany chleba i wina w ciało i krew Jezusa Chrystusa, która jest określana jako transsubstancjacja, a następnie dochodzi do spożycia przez wiernych.

### Pastafarianizm
Założyciel Kościoła Latającego Potwora Spaghetti w swojej ewangelii zaleca spożywanie makaronu.